# 三浦サリー
三浦 サリー（みうら サリー、1987年6月27日 - ）は、日本の女性歌手。本名は非公表。秋田県にかほ市（旧由利郡仁賀保町）出身。秋田県立本荘高等学校、フェリス女学院大学国際交流学部国際交流学科卒業。身長156cm、体重39kg。BEAUTIFUL GROUP所属。

## 来歴
秋田県にかほ市出身。幼少期に宮城県仙台市に住んでいた時期がある。
幼稚園からピアノ、9歳からフルートを始める。小学校から高校まで吹奏楽部に所属し、小学校時代には全国大会への出場経験がある。幼い頃はディズニー、ジブリ映画からも音楽の影響を受け、サウンドトラックを暗唱していた。大学入学後から「歌うこと」に関心を持ち始め、在学中は音楽ユニットのメンバーとして活動していた。
音楽活動と平行して音楽関連企業への就職活動を行った際、現在の所属事務所の社長と出会いデビューに繋がった。2010年（平成22年）12月に『会いたくて… feat.JOYSTICKK』の配信でプレデビュー、2012年（平成24年）4月にミニアルバム『泣キ歌』『恋ノ歌』のダブルリリースでメジャーデビュー。『会いたくて…』は、レコチョククラブ・うた週間2位、総合チャート最高デイリー16位を記録。『アイシテル feat.CLIFF EDGE』はレコチョク着うたフル総合チャート5位を記録した。メジャーデビューまでに配信された楽曲の総ダウンロード数は35万を超える。
メディアでは「次世代歌姫」「新配信女王」などと報じられた。同じくデジタル・ダウンロードで人気を博した点から、西野カナの次世代と目されることがある。またPVにはポップティーンのモデルである西川瑞希が3作出演している。
2012年（平成24年）9月より、アーティスト名を「三浦莎莉」として中華圏へのデビューが発表され、『恋ノ歌〜キミに出逢えて〜』の中国語バージョンが公開された。
2013年（平成25年）4月17日に初となるシングルCD『桜咲く』を発売。この楽曲は、東日本大震災からの復興を願って開発され、福島県に植樹された新種の八重桜「はるか」の広報活動『fukushimaさくらプロジェクト』のテーマソングとなっている。

## 人物
- しゃべると所々に秋田弁が出てしまう[16]。『たとえばもし… feat.大地』リリース時には「秋田の雪を想いながら作詞した、今年の冬にぴったりな泣ける冬ソング」と語っている[17]。
- 小学生の頃、伊達公子主宰の1DAYテニススクールに参加したことがある[18]。
- 好きな漫画は『SLAM DUNK』[19]。

- 同い年のモデル・美優と仲が良く、一緒に秋田料理を食べたこともある[20]。

## 音楽
小さい頃からピアノは習っていたが、自分で音楽をやり始めたという意味で言えば、吹奏楽部に入ってフルートを始めたのが音楽との出会い。
最初はディズニーやジブリ音楽が好きだったが、楽器を始めてからはクラシックを聴くようになった。中学からはアヴリル・ラヴィーンやバックストリート・ボーイズ、ブリトニー・スピアーズといった洋楽を聴くようになった。R&Bにはまったのはリアーナだった。

## ディスコグラフィー

### シングル
| 発売日                                                 | タイトル | 規格品番  | 最高順位 | 最高順位   | 認定 |
| ------------------------------------------------------ | -------- | --------- | -------- | ---------- | ---- |
| 発売日                                                 | タイトル | 規格品番  | オリコン | ビルボード | 認定 |
| 2013年4月7日                                           | 桜咲く   | FLCF-7189 | 172      | －         |      |
| "－"はチャート圏外、チャート対象外の何れかを意味する。 |          |           |          |            |      |

### ミニアルバム
| 発売日                                                 | タイトル                   | 規格品番  | 最高順位 | 最高順位   | 認定 |
| ------------------------------------------------------ | -------------------------- | --------- | -------- | ---------- | ---- |
| 発売日                                                 | タイトル                   | 規格品番  | オリコン | ビルボード | 認定 |
| 2012年4月11日                                          | 泣キ歌                     | FLCF-4418 | 45       | 54         |      |
| 2012年4月11日                                          | 恋ノ歌                     | FLCF-4419 | 39       | 43         |      |
| 2014年7月23日                                          | 泣キ歌2 〜Best Selection〜 | FLCF-4466 | 245      | -          |      |
| 2014年7月23日                                          | 恋ノ歌2 〜Best Selection〜 | FLCF4467  | 268      | -          |      |
| "－"はチャート圏外、チャート対象外の何れかを意味する。 |                            |           |          |            |      |

### 配信限定
| 2010年12月8日                                          | 会いたくて… feat.JOYSTICKK             | － | 37 |  | 泣キ歌   |
| 2011年2月16日                                          | ベビーフレンド feat.CICO from BENNIE K | － | － |  | 泣キ歌   |
| 2011年6月29日                                          | アイシテル feat.CLIFF EDGE             | － | 19 |  | 恋ノ歌   |
| 2011年9月28日                                          | マダ君ノコト(Short ver.)               | － | － |  | 恋ノ歌   |
| 2011年12月14日                                         | たとえばもし… feat.大地                | － | 31 |  | 恋ノ歌   |
| 2012年2月8日                                           | 白い林檎の花 feat.Double K             | － | － |  | 泣キ歌2  |
| 2012年3月21日                                          | 恋ノ歌〜キミに出逢えて〜               | 71 | 27 |  | 恋ノ歌   |
| 2012年8月18日                                          | セツナイのは…                          | － | － |  | 泣キ歌２ |
| 2012年12月26日                                         | ハッピーハッピーピース                 | － | － |  | －       |
| 2014年5月30日                                          | ウェディングロード                     | ー | ー |  | 恋ノ歌2  |
| "－"はチャート圏外、チャート対象外の何れかを意味する。 |                                        |    |    |  |          |

### 客演
| 2011年10月12日                                         | 雫 (CLIFF EDGE feat.三浦サリー) | － | 29 |  | LOVE Symphony |
| "－"はチャート圏外、チャート対象外の何れかを意味する。 |                                 |    |    |  |               |

### ミュージック・ビデオ
| 年     | ビデオ                                 | 監督         |
| ------ | -------------------------------------- | ------------ |
| 2010年 | 会いたくて…feat.JOYSTICKK              | 柿本ケンサク |
| 2011年 | ベビーフレンド feat.CICO from BENNIE K | 柿本ケンサク |
| 2011年 | アイシテル feat.CLIFF EDGE             | 柿本ケンサク |
| 2012年 | たとえばもし… feat.大地                | 柿本ケンサク |
| 2012年 | 白い林檎の花 feat.Double K             | 平野康祐     |
| 2012年 | 恋ノ歌〜キミに出逢えて〜               | 平野康祐     |
| 2012年 | セツナイのは…                          | 平野康祐     |

## 出演
- まだまだゴチャ・まぜっ!〜集まれヤンヤン〜 （MBSラジオ）